# شون براون (ممثل)
شون براون (بالإنجليزية: Shaun Brown)‏ مواليد 19 يناير 1987 في كاليفورنيا، الولايات المتحدة، هو ممثل أمريكي بدأ مسيرته الفنية سنة 2008. ظهر في مسلسل دم حقيقي.

## وصلات خارجية
- شون براون على موقع IMDb (الإنجليزية)
- شون براون على موقع قاعدة بيانات الفيلم (الإنجليزية)
- الموقع الرسمي